# غابرييل زاكواني
غابرييل زاكواني (بالفرنسية: Gabriel Zakuani)‏، من مواليد 31 مايو 1986 في كينشاسا في الكونغو الديمقراطية، لاعب كرة قدم كونغولي ديمقراطي.
بدأ مسيرته الكروية مع نادي ليتون أورينت الإنجليزي في عام 2002، ولعب معهم حتى عام 2006، وشارك معهم في 87 مباراة وسجل 3 أهداف، ومنذ عام 2006 وهو يلعب مع نادي فولهام الإنجليزي، وفي عام 2007 أعير إلى نادي ستوك سيتي، ولعب معهم 9 مباريات.
و قد بدأ باللعب مع منتخب الكونغو الديمقراطية لكرة القدم في عام 2005.

## مسيرته الكروية
لعب غابرييل زاكواني خلال مسيرته الاحترافية مع 8 أندية في عشرون موسمًا وسجل خلالها 15 هدفًا ضمن 455 مباراة. ولم يفز بأي موسم بالكأس أو بالدوري.
خاض غابرييل زاكواني مسيرته مع نادي ليتون أورينت في موسم 2002–03 ليلعب معه أربعة مواسم، مشاركًا في 87 مباراة سجل خلالها 3 أهداف. ثم انتقل إلى نادي ستوك سيتي في موسم 2006–07 ولمدة موسمين، حيث شارك في 28 مباراة ولم يسجل أي هدف. لينتقل بعدها إلى نادي بيتربورو يونايتد في موسم 2008–09 في المرة الأولى ليلعب معه ستة مواسم ثم في موسم 2014–15 ولمدة موسمين، مشاركًا طوالها في 228 مباراة سجل خلالها 9 أهداف. ثم انتقل إلى النادي الرياضي بكالوني في موسم 2013–14 لمدة موسم واحد، مشاركًا في 15 مباراة سجل خلالها هدفًا واحدًا. هذا وانتقل لاحقًا إلى نادي نورثامبتون تاون في موسم 2016–17 لمدة موسم واحد، مشاركًا في 21 مباراة سجل خلالها هدفين. ثم انتقل بعدها إلى نادي غيلينغهام في موسم 2017–18 ولمدة موسمين، مشاركًا في 69 مباراة ولم يسجل أي هدف. ليعود وينتقل من جديد، لكن هذه المرة إلى داغنهام وريدبريدج في موسم 2019–20 لمدة موسم واحد، مشاركًا في مباراة ولم يسجل أي هدف أيضًا.

## روابط خارجية
- غابرييل زاكواني على موقع قاعدة بيانات كرة القدم.إي يو (الإنجليزية)
- غابرييل زاكواني على موقع ناشيونال فوتبول تيمز (الإنجليزية)
- غابرييل زاكواني على موقع Soccerbase.com (لاعب) (الإنجليزية)
- غابرييل زاكواني على موقع Soccerway.com (الإنجليزية)
- غابرييل زاكواني على موقع كووورة